# Bermondsey
Bermondsey (IPA: [ˈbɜːrməndzi]) è una zona di Londra nel borgo londinese di Southwark.
Si trova nella parte meridionale della città. 
È delimitata a nord dal Tamigi, nel tratto dal London Bridge al Cherry Garden Pier. 
Da est verso ovest, confina con Rotherhithe, Lewisham, Peckham, Walworth, The Borough e Bankside.
Per un millennio Bermondsey fu una parrocchia del Surrey nella diocesi di Winchester. Parte della centena di Brixton, fu solo con la costituzione del Metropolitan Board of Works che venne coinvolta nelle vicende della capitale. Con la riforma amministrativa del 1965 trovò la sua attuale collocazione nel borgo di Londra di Southwark. 
La zona è servita dalla Jubilee line della metropolitana di Londra, che ferma alla stazione Bermondsey.